# Domein Bovy
Domein Bovy is een natuurgebied en recreatieterrein van 34 ha groot, gelegen in Bolderberg in de Belgische gemeente Heusden-Zolder.

## Geschiedenis
In 1154 schonk graaf Lodewijk I van Loon het gebied aan de norbertijnen van de abdij van Averbode. In manuscripten uit die tijd werd het domein ook Bolderberg winning en Laethof genoemd. Hier werd een carréboerderij gebouwd in Haspengouwse stijl. Tijdens de Franse Revolutie kwam de winning in handen van particuliere families. Aanvankelijk werd Paul Hermans de eigenaar en later kwam het toe aan de familie Jacobs. Johanna Jacobs trouwde in 1849 met Joseph Bovy, die in 1872 gouverneur van Limburg werd en in 1879 overleed. Aldus verkreeg het domein de naam: Goed van Bovy, ofwel het kasteeltje.
In 1972 verwierf de gemeente Zolder het domein en van 1975-1984 werd het opgeknapt en geschikt gemaakt voor recreatie. Het werd vergroot van de oorspronkelijke 27 ha tot 34 ha en in 2004 gaf de gemeente Heusden-Zolder het in erfpacht aan een private onderneming. In oktober 2016 werd de erfpacht voortijdig stopgezet en kwam het beheer van het ondertussen verloederde domein terug volledig in handen van het gemeentebestuur.

## Heden
Het domein kent bossen, grasvelden en vijvers, terwijl er aan de ingang een horecagelegenheid is. Dit is gevestigd in een hoevecomplex, dat van 1975-1983 werd gerestaureerd. Het betreft een 18e-eeuws woonhuis met stal, een 17e-eeuwse Kempense dwarsschuur en enkele 19e-eeuwse dienstgebouwtjes, alles in vakwerkbouw uitgevoerd. De oorspronkelijke kruidentuin werd hersteld en ook een bijenhal is aanwezig. Voor de kinderen is er een speeltuin en een wandelroute. Het vlonderpad over de moerasvijver leidt naar de visvijver en biedt een prachtig uitzicht op de historische gebouwen. Rondom de moerasvijver bevindt zich een afwisselend natuurgebied. Domein Bovy is gelegen in De Wijers, een uniek gebied in Vlaanderen met meer dan 1000 vijvers, samen goed voor zo'n 700 hectares water en riet. Dat zijn 1.400 voetbalvelden! Het is een thuis voor heel wat zeldzame dier- en plantensoorten.

## Wandelroutes
Er zijn bewegwijzerde wandelroutes in het domein uitgezet. Daarnaast starten er een vijftal wandelroutes van 5 tot 10 kilometer die de omgeving van het domein verkennen. Ook de wandelroute GR5, een langeafstandswandelpad, loopt door het domein.

## Galerij

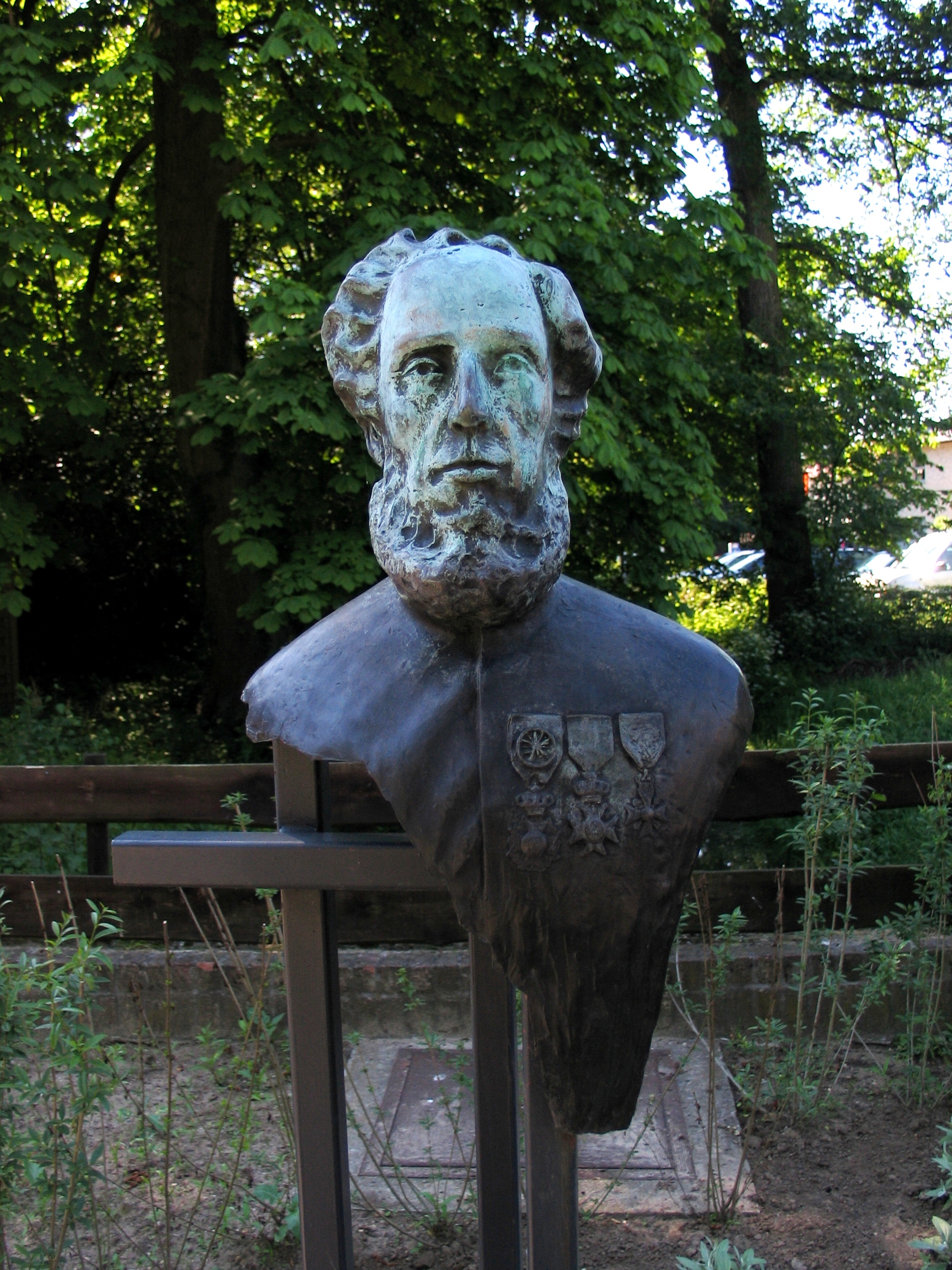
Borstbeeld van Joseph Bovy
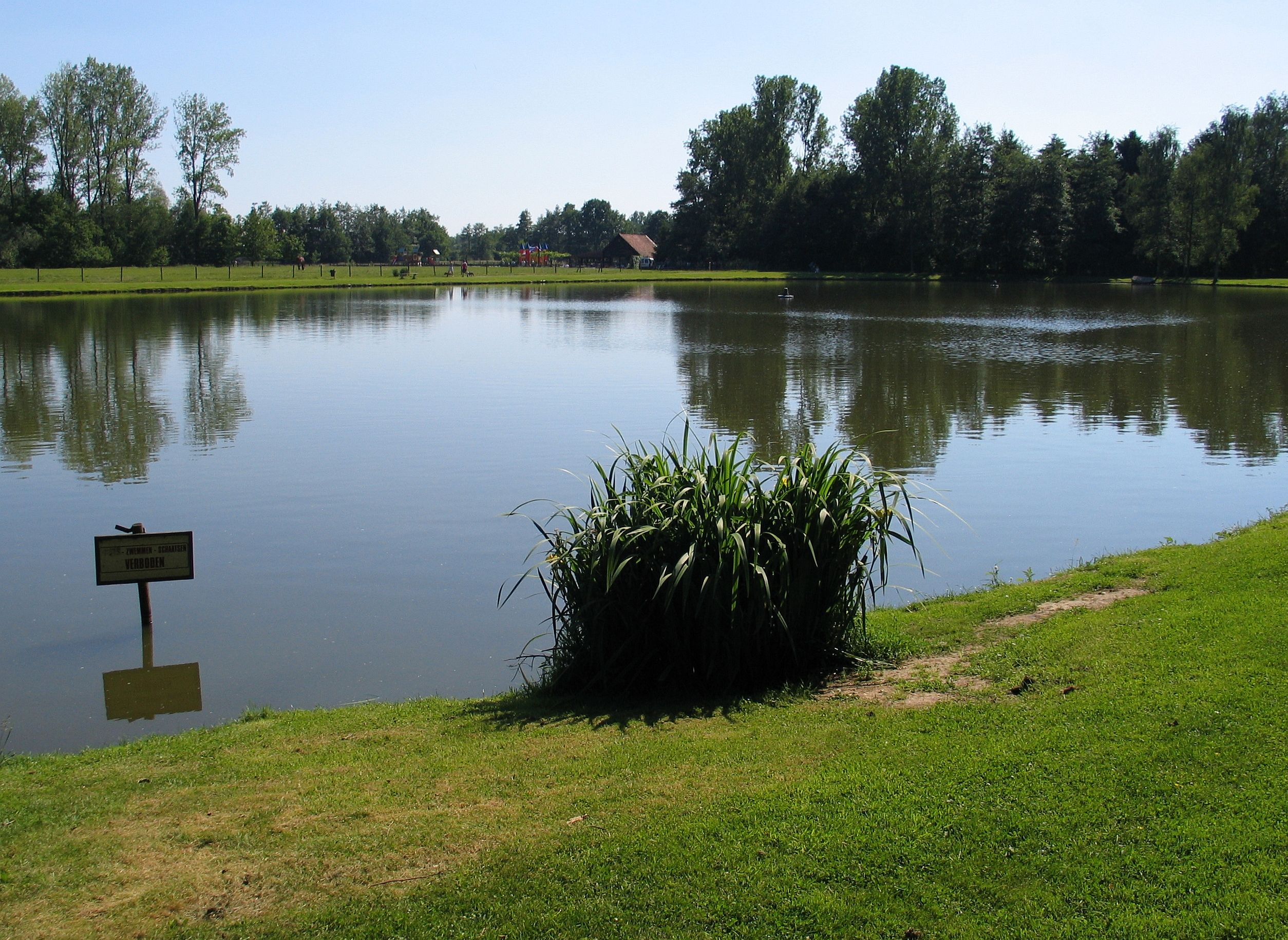
Een van de vijvers op het domein: de visvijver
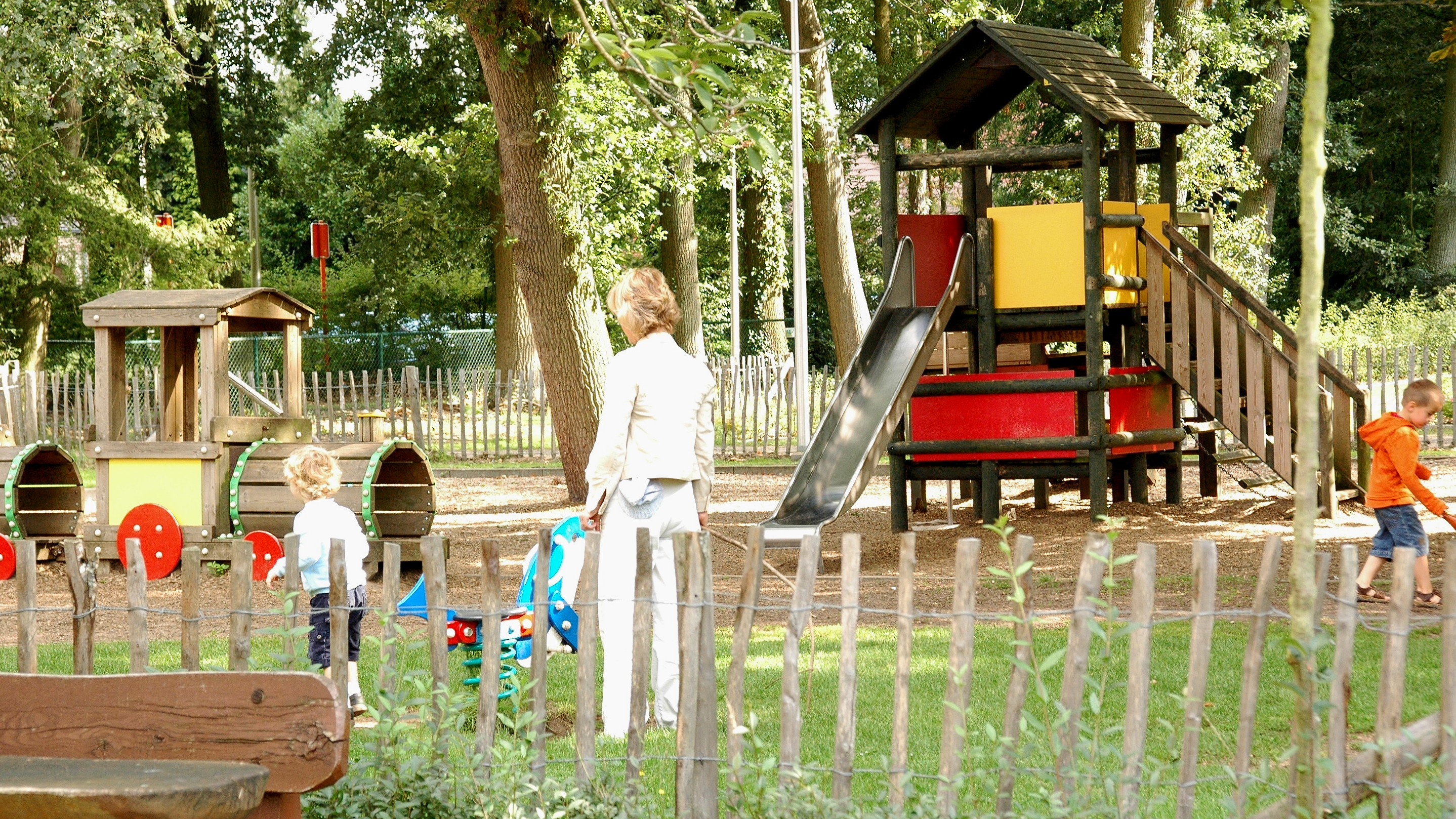
Speeltuin bij de ingang
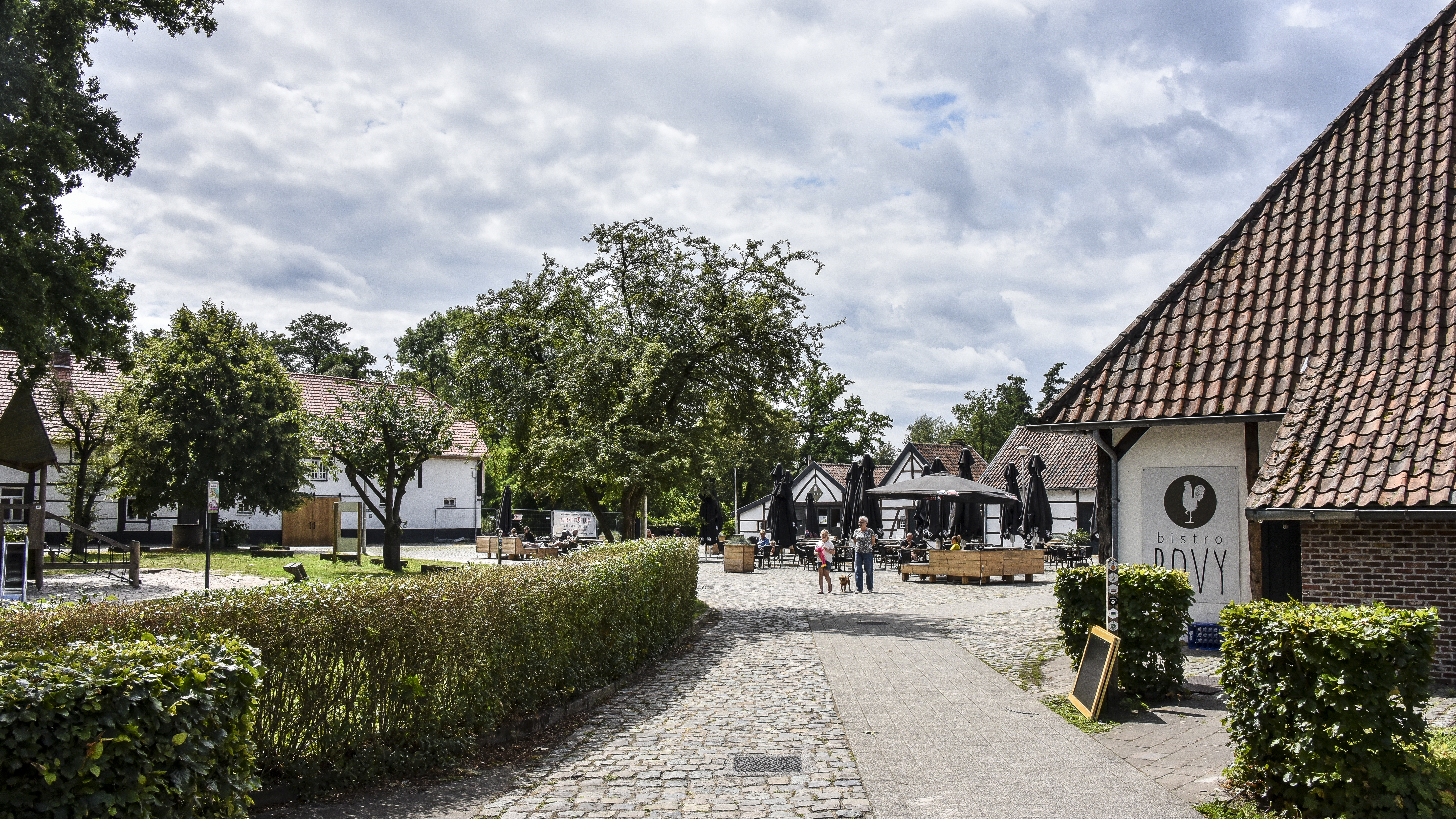
Domein Bovy in 2023
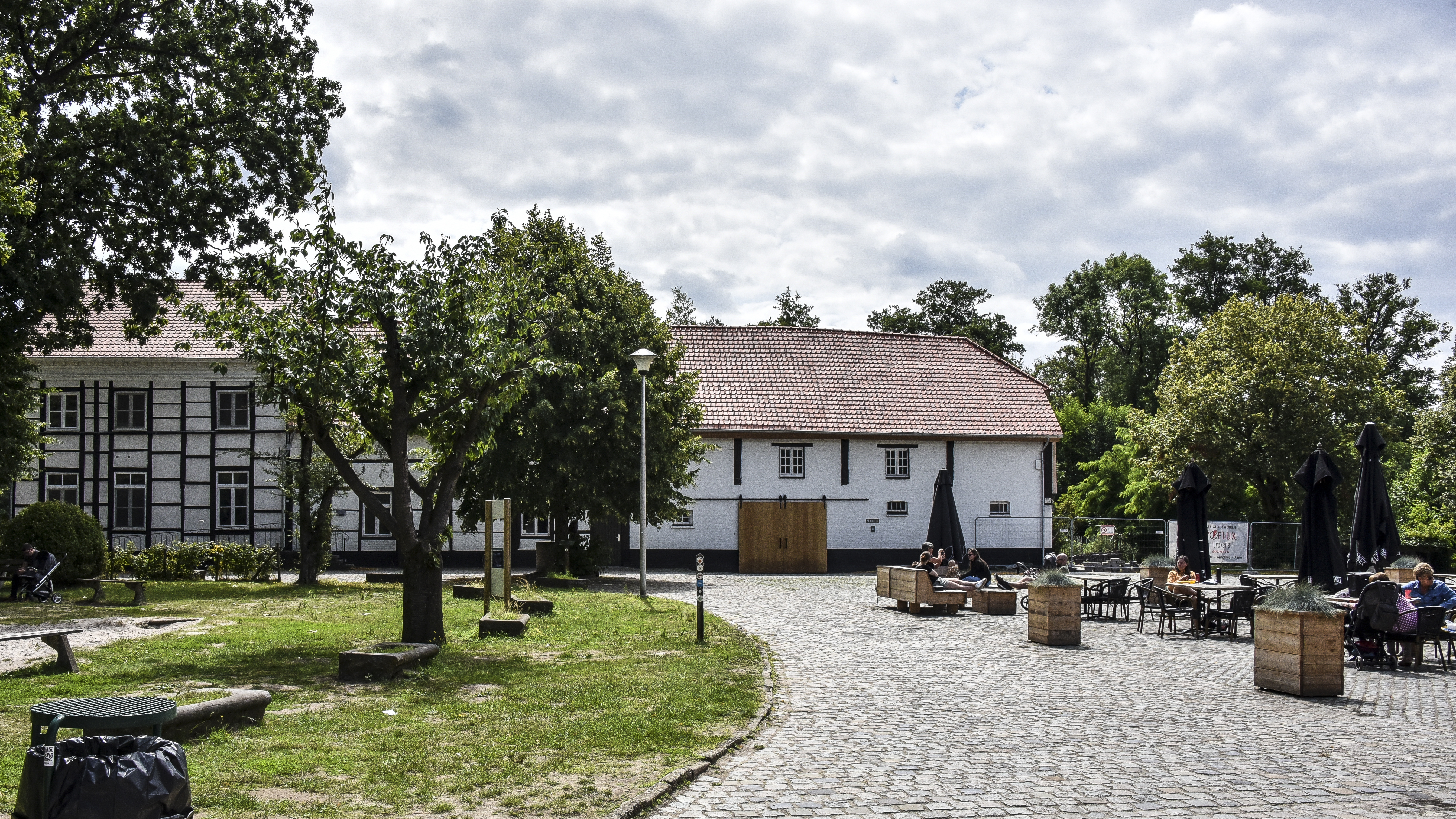
Domein Bovy in 2023